# Marc Planus
Marc Planus (7 de març de 1982) és un exfutbolista francès.

## Selecció de França
Va formar part de l'equip francès a la Copa del Món de 2010. Durant més de deu anys ha estat jugador del Girondins de Bordeus.

## Referències

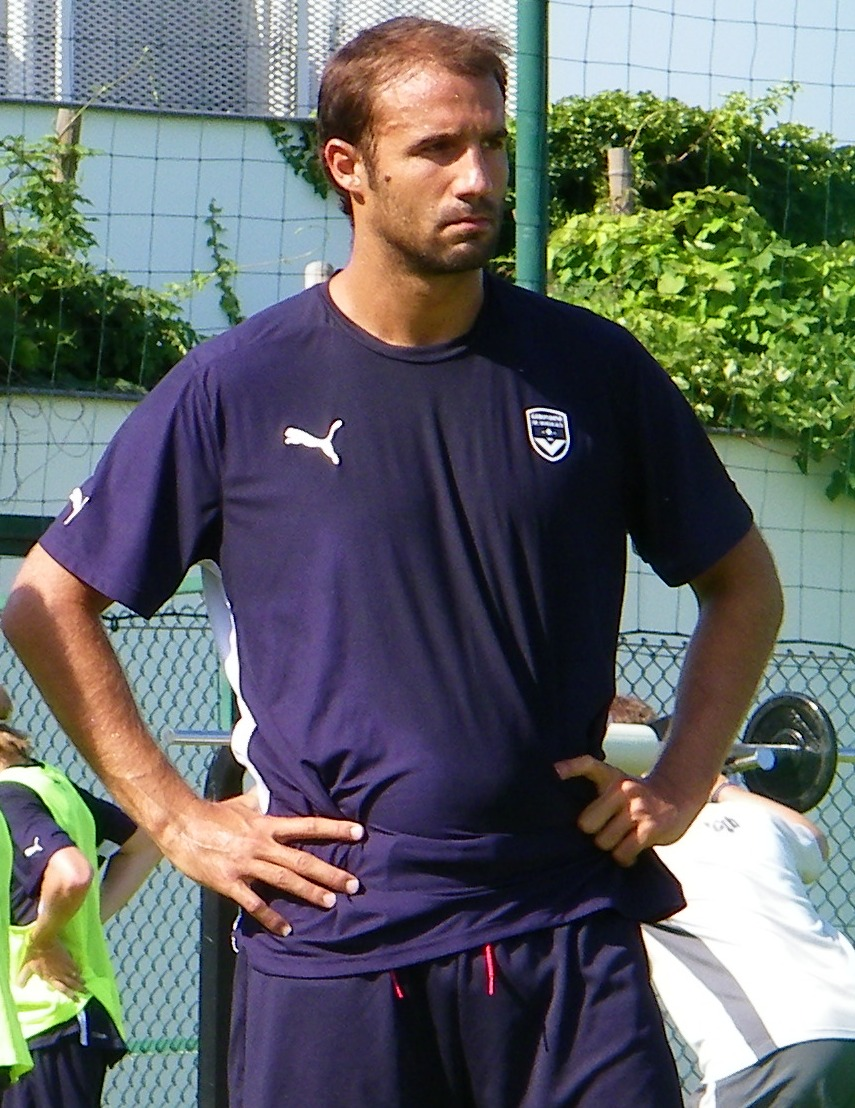
Planus al Bordeaux